# Antonio Fazio
Antonio Fazio (nacido el día 11 de octubre de 1936 en Alvito, provincia de Frosinone) fue gobernador del Banco de Italia entre 1993 y su dimisión, entre una gran controversia, a finales de 2005.
Es conocido por su gran religiosidad y su proximidad a la Santa Sede. Está casado desde 1978 con Maria Cristina Rosati, con la que tiene cinco hijos, una de las cuales pertenece a la orden de los Legionarios de Cristo.

## Estudios y carrera
Se doctoró en Economía por la Universidad "La Sapienza" en Roma en 1960 con una tesis que versaba sobre la evolución demográfica y el desarrollo económico. Obtuvo una beca de estudios para especialización del Servicio de Estudios del Banco de Italia.
En 1962 realizó un curso de especialización en Macroeconomía y en teoría del desarrollo económico y monetario en el Massachusetts Institute of Technology, bajo la supervisión del Premio Nobel Franco Modigliani. 
En 1963 regresó al Banco de Italia como investigador experto en econometría, donde colaboró en la creación del primer modelo econométrico (M1B1).
En 1966 comenzó un nuevo ciclo de especializaciones, de nuevo en el MIT, bajo la tutela de economistas de la talla de Paul Samuelson, Kenneth Arrow y Alban Phillips.
Continuó su carrera cambiando la investigación econométrica por el departamento de mercados monetarios del Servicio de Estudios. En 1972 fue propuesto para el cargo de subdirector del Servicio de Estudios. Al año siguiente ascendió, primero a director y después a jefe. En 1976 asumió el grado de codirector central del Banco de Italia y continuó dirigiendo el Servicio de Estudios hasta diciembre de 1979. En 1980 fue nombrado director central y en 1982 ascendió a subdirector general. Cuando en 1993 Carlo Azeglio Ciampi presentó la dimisión para aceptar el nombramiento de Presidente del Consejo de Ministros de Italia, se designa a Fazio gobernador del Banco Central de Italia y presidente del Ufficio Italiano Cambi, cargo que ocupó hasta su dimisión el 19 de diciembre de 2005, como consecuencia del escándalo del Banco Antonveneta y tras las revelaciones del banquero Giampiero Fiorani, antiguo administrador de Banca Popolare Italiana.

## Cargo de gobernador

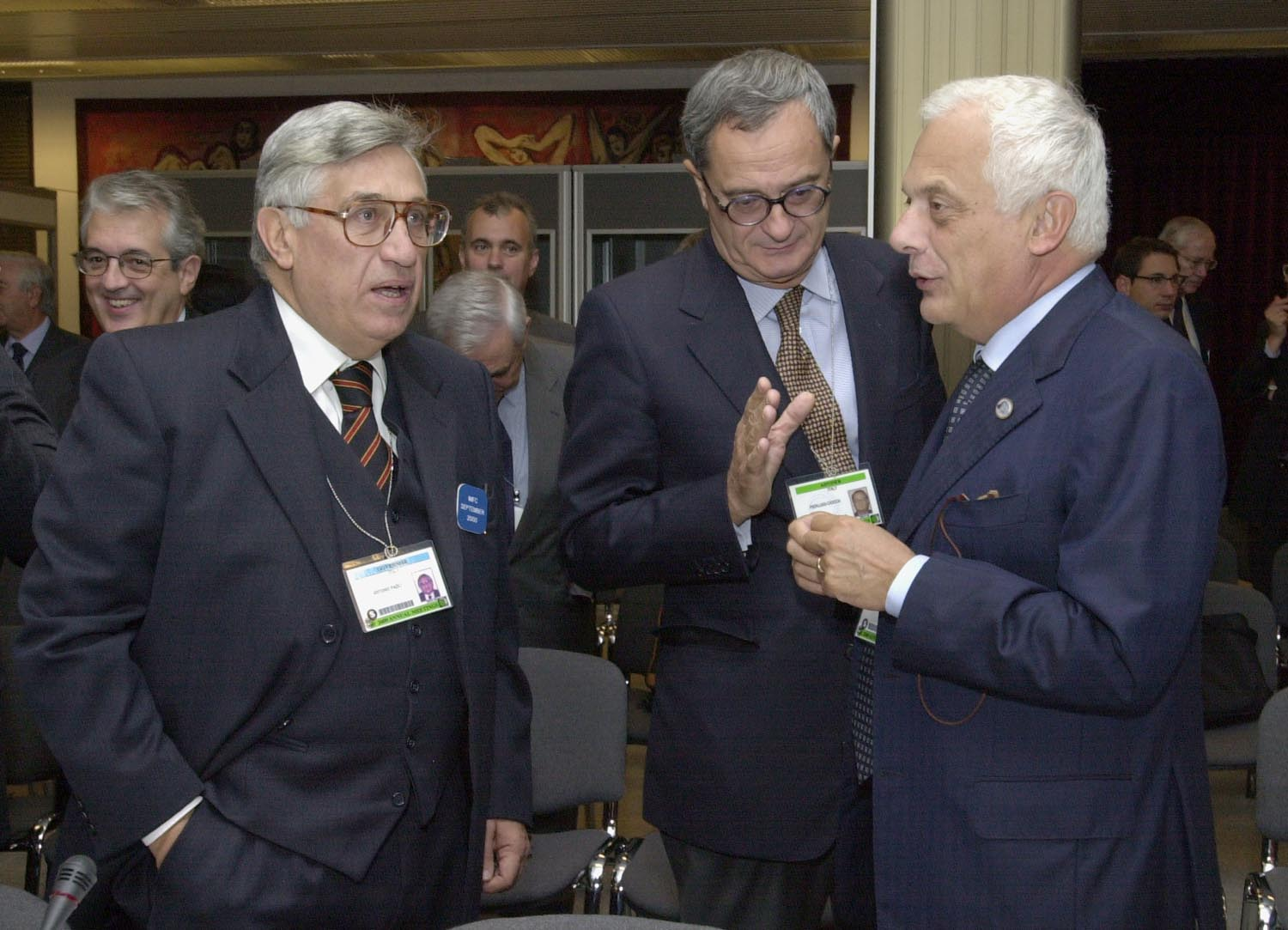
Antonio Fazio con Vicenzo Visco en septiembre de 2000, en la Conferencia de Praga del FMI.

La etapa más significativa de su mandato como gobernador es seguramente la comprendida entre el 1 de enero de 1999 y el 1 de marzo de 2002, que supuso el paso de la lira italiana al euro. Fazio ha sido reconocido como uno de los principales autores en Italia de la estabilidad económica necesaria para el paso a la moneda única europea.
En 2001, con ocasión de la lectura habitual de las consideraciones finales del 31 de mayo, apoya la elección económica del futuro gobierno de Silvio Berlusconi y habla de un posible nuevo milagro económico. Las relaciones con el ministro del Tesoro Giulio tremonti se deterioraron a raíz de una declaración pública del gobernador sobre algunos puntos de la política financiera que se emprendió en el año 2003. El desacuerdo entre el gobierno y el gobernador concluyó con el caso Parmalat, entre 2003 y 2004, en el cual se originó un nuevo desencuentro entre el gobernador y el ministro. La disputa se resolvió con la dimisión de Julio Tremonti del gobierno y la reconciliación del gobernador con el Parlamento italiano.
Con el tiempo, las relaciones entre Fazio y el mundo sindical se fueron deteriorando, a causa de la decisión del gobernador tomada en 2003 de mantener en servicio, en violación de los acuerdos sindicales vigentes entonces, a tres altos funcionarios del banco central italiano que habían alcanzado entonces la edad de jubilación. Dicha decisión fue declarada ilegítima por el Tribunal de Roma.

## El escándalo de Antonveneta
En 2005, Fazio fue presionado a dimitir por fomentar prácticas anticompetitivas en la oferta pública de adquisición formulada sobre Banca Antonveneta durante ese año. Se publicaron extractos de conversaciones telefónicas de Fazio que sugerían que el gobernador estaba favoreciendo a un candidato italiano, seguramente para perjudicar a una puja mucho más competitiva realizada por el banco neerlandés ABN Amro.
Reacción del gobierno italiano
El gobierno de Silvio Berlusconi, que en esos momentos tenía problemas por la derrota en las elecciones regionales italianas del 3 y 4 de abril de 2005, fue acusado de debilidad por no cesar a Fazio de su cargo. El día 21 de septiembre de 2005 el ministro de economía italiano, Domenico Siniscalco, dimitió en protesta por la falta de determinación del gobierno. El gobierno hizo referencia a la independencia del Banco de Italia e indicó que no le era posible cesar a Fazio,
Investigaciones y dimisión
Gianpiero Fiorani, presidente del grupo Banca Poppolare di Lodi, fue arrestado el día 14 de diciembre de 2005 tras investigar su papel en el escándalo y Fazio fue oficialmente investigado en Milán por tráfico de influencias el día 16 de diciembre. También está siendo investigado en Roma por haber presionado al aparato del Banco de Italia para que diera luz verde a la opa formulada sobre Antonveneta por el grupo de Fioriani.
A pesar de que Fazio se había resistido fuertemente a dimitir durante meses, finalmente, ante el cariz que estaba tomando el asunto de Antonveneta, decidió dimitir el día 19 de diciembre de 2005. Se nombró a Mario Draghi nuevo gobernador del Banco de Italia el día 29 de diciembre de 2005.

## Actuación en el caso Banca Nazionale del Lavoro
También en el año 2005, Fazio favoreció a una entidad italiana en el contexto de una oferta pública de adquisición formulada sobre Banca Nazionale del Lavoro, si bien el caso no fue tan sonado como el de Antonveneta por la ausencia de pruebas fehacientes y por la ausencia de imputación de directivos y funcionarios, como en el caso anterior. El banco español Banco Bilbao Vizcaya Argentaria formuló una opa sobre las acciones del banco italiano Banca Nazionale del Lavoro, quinto banco italiano en aquellos tiempos. Para ello se alió con Gruppo Generali y con Diego della Valle. En esta opa, BBVA tuvo varios adversarios, entre otros la aseguradora boloñesa Unipol. Antonio Fazio fue en todo momento reticente a la adquisición de BNL por un grupo extranjero, a pesar de que esa posición vulneraba la legislación de la Unión Europea. Según publicó la prensa italiana, Fazio animó a Unipol a unirse al Monte del Paschi de Siena para realizar una contraopa a BBVA. Finalmente, la opa de BBVA fue autorizada, sujeta a la consecución de un 50% de las acciones representativas del capital de BNL, exigencia que fue luego relajada. La actitud de Fazio motivó que otros reguladores europeos le llamaran la atención.
Sin embargo, Unipol aumentó su participación paulatinamente en BNL y al final formuló su propia opa. En este contexto, Generali rompió su pacto con BBVA e indicó que sus acciones serían entregadas a la opa que más ofreciera. Finalmente, BBVA retiró su opa y vendió sus acciones en BNL, por las que obtuvo unas plusvalías superiores a 500 millones de euros.

## Premios recibidos
- Caballero de la Gran Cruz italiana
- Orden al Mérito de la República Italiana.
- Catania, 14 de diciembre de 2002, Universidad de Catania, doctor honoris causa en Filosofía.